# Beowa-Nationalpark
Der Beowa-Nationalpark, bis September 2022 Ben-Boyd-Nationalpark, ist ein Nationalpark im äußersten Südosten des australischen Bundesstaates New South Wales, 382 km südlich von Sydney. Er war nach Benjamin Boyd (1801–1851), einem australischen Unternehmer, benannt. Dieser betrieb eine Reihe von Geschäften ganz im Süden der Küste von New South Wales, z. B. Landwirtschaft und Walfang. Wegen dessen Handels mit Sklaven erhielt der Park den Namen Beowa, die Bezeichnung der dort heimischen Thaua-Aborigines für den Schwertwal. Der Nationalpark wurde 1971 eingerichtet. Anfangs umfasste er eine Fläche von 8900 Hektar; später wurde er auf 9455 ha erweitert und heute sind es 10400 ha.
Boyd beauftragte den Bau eines Turmes aus Sandstein, der den Eingang zum Hafen in der Twofold Bay überragte. Er sollte dazu dienen, die Walfänger bei Annäherung der Wale zu alarmieren, wurde aber niemals fertig.
Der Park besteht aus zwei Teilen auf beiden Seiten der Twofold Bay und der Stadt Eden. Der kleinere, nördliche Teil wird im Westen durch den Princes Highway begrenzt. Geologisch besteht dieser Teil vornehmlich aus Sedimentgestein (Eisenerz und Lehm), das sich im Paläogen abgelagert hat. Eingelagert ist Quarzit. Die wichtigste Sehenswürdigkeit für Touristen sind The Pinnacles, eine vielfarbige Erosionsschlucht mit weißen Sandschichten, die sich auf dem rostroten Lehm abgelagert haben. Der südliche Teil der Küstenlinie ist metamorphos und entstand im Devon. Man findet dort einige stark gefaltete Sektionen am Red Point in der Nähe des Boyd Tower.
Das Gebiet des Parkes ist fast eben; kein Punkt im nördlichen Teil überschreitet eine Höhe von 100 m. Der südliche Teil ist nicht viel höher; der höchste Punkt ist der Haycock Hill mit 252 m. Die Gegend ist sehr windig, trocken und kalt und die Küstenregionen sind von niedrigem Heideland bedeckt. Weiter landeinwärts wächst lockerer Eukalyptuswald, der den größten Teil des Parkgeländes bedeckt. Die beiden wichtigsten Baumarten dort sind Eucalyptus sieberi und Corymbia gummifera. In engen Tälern und Schluchten gibt es auch einige Stellen mit Regenwald mit Pflanzenarten wie Synoum glandulosum oder Notalaea venosa.
212 Vogelarten hat man im Park registriert. Die Zwergseeschwalbe brütet in den Sanddünen und auf den Stränden, wird aber durch Gelände- und Strandbuggyfahrer bedroht. Es wurden auch 50 Säugetierarten gefunden.
Schadtiere sind z. B. Katzen und Füchse, die sich beide im Park ausgebreitet haben, gelegentlich auch wilde Hunde und Hasen auf gerodeten Flächen und Picknickplätzen. Nördlich des Pambula River breitet sich der Bitou-Busch (Chrysanthemoides monilifera) als Unkraut aus.